# Ivănești
Ivăneşti é uma comuna romena localizada no distrito de Vaslui, na região de Moldávia. A comuna possui uma área de 81.86 km² e sua população era de 4901 habitantes segundo o censo de 2007.